# Flaming Youth (группа)
Flaming Youth (в переводе с англ. — «Пламенная молодёжь») — британская рок-группа. Записала свой единственный альбом в 1968 году. Спустя некоторое время после выхода своего дебютного альбома — группа прекратила своё существование.
Сегодня группа Flaming Youth известна главным образом благодаря тому, что именно в ней, в возрасте 18 лет, начинал свою музыкальную карьеру Фил Коллинз — в группе он был ударником.
Помимо него в состав группы входили клавишник Брайан Чаттон, Ронни Кэрил — гитара и бас-гитара, Гордон Смит — гитара и бас-гитара. Незадолго до распада группы к ней присоединился Род Мейолл, который играл органные партии. Это позволило группе выступать в более свободной форме, выходящей за рамки только рок-музыки.
В 1969 году группа выпустила альбом Ark 2 (в переводе с англ. — «Ковчег 2»). В ноябре 1969 года британский музыкальный журнал NME сообщил, что концепция альбома стала темой обсуждения в специальной телевизионной программе продолжительностью один час, которую группа записала в Нидерландах. Альбом Ark 2 был выпущен в формате долгоиграющей пластинки студией Fontana Records. Альбом так и не стал коммерчески успешным. Спустя некоторое время был выпущен ещё и сингл «Man, Woman, and Child». После непродолжительного концертного тура группа окончательно распалась.
В 1970 году Фил Коллинз и Ронни Кэрил участвуют в прослушивании, организованном группой Genesis. В итоге — Фил Коллинз на долгие годы становится постоянным участником этой легендарной группы — вначале в качестве ударника, а позднее — как основной композитор и вокалист группы. А вот Ронни Кэрил так и не удалось пройти то прослушивание. Позднее, он выступал вместе с Коллинзом как приглашённый гитарист — во время его сольных гастрольных туров. Коллинз также поддерживал творческий контакт и с другим бывшим участником Flaming Youth — клавишником Брайаном Чаттоном, который, в свою очередь, сотрудничал с группой Boys Don’t Cry, приняв участие в записи одной из их песен, изданной на их третьем альбоме.